# 平田優
平田 優（ひらた ゆう、1984年11月14日 - ）は、愛知県出身のモトクロスライダー。

## 経歴
3歳の頃よりモトクロスをはじめる。1997年、1998年に近畿モトクロス選手権ジュニア85ccでチャンピオンを獲得。翌1999年には近畿モトクロス選手権NBクラスチャンピオンとなり、2001年国際B級を経て2002年に国際A級へ昇格した。

2019年   Team abe-GからIA2に参戦

## 戦績
- 2002年 - 全日本モトクロス選手権 国際A級125cc ランキング 25位
- 2003年 - 全日本モトクロス選手権 国際A級125cc ランキング 19位
- 2004年 - 全日本モトクロス選手権 国際A級125cc ランキング 14位
- 2005年 - 全日本モトクロス選手権 IA2 ランキング 5位
- 2006年 - 全日本モトクロス選手権 IA2 ランキング 2位
- 2007年 - 全日本モトクロス選手権 IA2 ランキング 2位
- 2008年 - 全日本モトクロス選手権 IA2 ランキング 2位
- 2009年 - 全日本モトクロス選手権 IA2 ランキング 2位
- 2010年 - 全日本モトクロス選手権 IA1 ランキング 7位[3]
- 2011年 -  全日本モトクロス選手権 IA1 ランキング 6位[4]
- 2012年 -  全日本モトクロス選手権 IA1 ランキング 3位[5]
- 2013年 -  全日本モトクロス選手権 IA1 ランキング 3位[6]
- 2014年 -  全日本モトクロス選手権 IA1 ランキング 5位[7]
- 2015年 -  全日本モトクロス選手権 IA1 怪我により未出走
- 2016年 -  全日本モトクロス選手権 IA1 ランキング5位[8]